# Bledi Shkembi
Bledi Shkembi (* 13. August 1979 in Durrës) ist ein ehemaliger albanischer Fußballspieler.

## Karriere
Verein
Shkembi begann seine Karriere bei KF Skënderbeu Korça in der albanischen Kategoria Superiore. Im Jahr 2000 wechselte er zum Ligakonkurrenten KS Teuta Durrës, ehe er über die kurzzeitige Station Ethnikos Asteras ein Jahr später zu HNK Rijeka nach Kroatien ging. Dann spielte er ein halbes Jahr für NK Kamen Ingrad Velika. Anfang 2005 wechselte er in die Ukraine zu Metalurh Saporischschja und später zu Krywbas Krywyj Rih. Nach zwei Jahren kehrte er im Januar 2007 nach Durrës zurück. Nach einem halben Jahr wechselte er zum FK Partizani Tirana und später wieder zu Skënderbeu, wo er bis zur Winterpause 2019/10 spielte und dann für ein halbes Jahr zu KS Besa Kavaja ging und dort am Saisonende den Pokal gewann. Nach seiner erneuten Rückkehr zu Skënderbeu konnte er dann bis zu seinem Karriereende 2016 insgesamt sechsmal in Folge die nationale Meisterschaft gewinnen.
Nationalmannschaft
Für die albanische Fußballnationalmannschaft hat Shkembi zwischen 2002 und 2006 insgesamt 13 Länderspiele bestritten.

## Erfolge
- Albanischer Meister: 2011, 2012, 2013, 2014, 2015, 2016
- Albanischer Pokalsieger: 2010
- Albanischer Superpokalsieger: 2013, 2014